# Nicaise Auguste Desvaux
Nicaise Auguste Desvaux (* 28. August 1784 in Poitiers; † 12. Juli 1856 in Bellevue bei Angers) war ein französischer Botaniker. Sein offizielles botanisches Autorenkürzel lautet „Desv.“

## Leben und Wirken
Desvaux war Professor für Botanik in Bellevue bei Angers und ab 1817 Direktor des botanischen Gartens in Angers. Er schrieb über die Flora von Angers und Anjou.
Nach ihm wurde die Pflanzengattung Desvauxia R.Br. aus der Familie der Centrolepidaceae und die Art Luzula desvauxii Kunth aus der Familie der Binsengewächse (Juncaceae) benannt.

## Schriften (Auswahl)
- Journal de botanique. 1808–1809 (als Herausgeber).
- Phyllographie. 1809.
- Observations sur les plantes des environs d’Angers … 1818.
- Flore de l’Anjou ou exposition méthodique des plantes du département de Maine et Loire et de l’ancien Anjou. 1827.
- Traité général de botanique. Paris, 1838.